# El Corralito (Chiapas)
El Corralito es una localidad del estado mexicano de Chiapas. Es parte del municipio de Oxchuc.

## Demografía
| Gráfica de evolución demográfica |
|                                  |

| Censo | Población |
| ----- | --------- |
| 1950  | 159       |
| 1960  | 559       |
| 1970  | 1 150     |
| 1980  | 822       |
| 1990  | 1 192     |
| 2000  | 1 417     |
| 2010  | 910       |
| 2020  | 1 169     |